# Oleg Vikulov
Oleg Aleksandrovič Vikulov (in russo Олег Александрович Викулов?; Penza, 24 gennaio 1987) è un tuffatore russo.

## Palmarès
- Campionati europei di nuoto/tuffi

Madrid 2004: argento nel sincro 10 m.
Eindhoven 2008: bronzo nel sincro 10 m.
Torino 2009: argento nel sincro 10 m.